# MainStreet (warenhuis)
MainStreet was een Amerikaanse warenhuisketen gevestigd in Chicago, Illinois. De keten werd in november 1983 gelanceerd door Federated Department Stores (nu bekend als Macy's, Inc.). In de jaren 1980 breidde de keten zich uit naar negenentwintig winkels in Illinois, Michigan, Indiana en Minnesota. 
In 1988 werd MainStreet verkocht aan de in Wisconsin gevestigde keten Kohl's. In datzelfde jaar werden de meeste MainStreet-vestigingen omgedoopt tot Kohl's.

## Geschiedenis
Federated Department Stores, nu bekend als Macy's, Inc., richtte in 1983 de MainStreet-keten op met zeven winkels in de omgeving van Chicago, Illinois. De winkelketen was net als de concurrenten Kohl's en Mervyn's actief in het middensegment en was vooral gericht op kleding. De  MainStreet-warenhuizen hadden vaak een 'racebaan'-indeling, net als bij een discountwinkel, maar de kassa's waren verspreid over de winkel, net als in een traditioneel warenhuis. 
De eerste vestigingen buiten het gebied van Chicago werden in 1986 geopend in de regio Detroit.
De MainStreet-keten werd door Campeau Corporation verkocht om de schulden die het was aangegaan door de aankoop van Federated Department Stores te verminderen. Kohl's verwierf in 1988 zesentwintig van de negenentwintig vestigingen in MainStreet voor 90 miljoen dollar, en vormde ze in maart 1989 om tot Kohl's-filialen. 

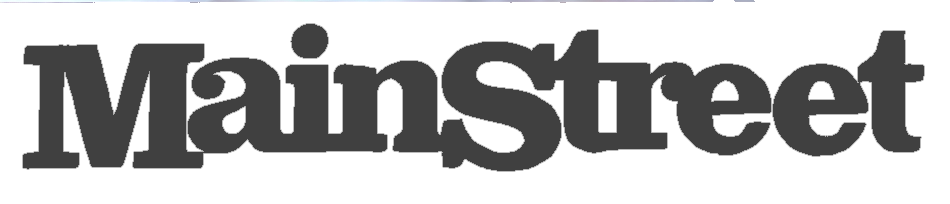
Logo van warenhuis MainStreet

Het logo van MainStreet stond tot ver in de jaren 2000 op een bord op een plein in Downers Grove, bekend als "MainStreet Square", voordat het bord uiteindelijk werd vervangen terwijl de naam werd behouden. Voorheen was er een MainStreet, maar nu zit er een Kohl's.